# Ghiacciaio McCleary
Il ghiacciaio McCleary è un ghiacciaio lungo circa 20 km situato nella regione meridionale della Terra di Oates, in Antartide. In particolare il ghiacciaio McCleary, il cui punto più alto si trova a circa 2100 m s.l.m., si trova nella parte occidentale dei monti Cook, nell'entroterra della costa di Hillary, dove fluisce verso sud a partire dal versante meridionale dell'altopiano Festive, fino a congiungere il proprio flusso con quello del ghiacciaio Darwin, vicino all'estremità occidentale della cresta Tentacolo.

## Storia
Il ghiacciaio McCleary è stato mappato da membri dello United States Geological Survey (USGS) grazie a fotografie aeree scattate dalla marina militare statunitense (USN) nel periodo 1960-62, e così battezzato dal Comitato consultivo dei nomi antartici in onore di George McCleary, un ufficiale addetto alle pubbliche relazione dello staff dell'Ufficio per i Progetti Antartici degli Stati Uniti d'America (USAPO), grazie al cui lavoro si poté iniziare la pubblicazione della rivista dell'USAPO.